# Cryptochetum ghanii
Cryptochetum ghanii är en tvåvingeart som beskrevs av Steyskal 1971. Cryptochetum ghanii ingår i släktet Cryptochetum och familjen Cryptochetidae.
Artens utbredningsområde är Pakistan. Inga underarter finns listade i Catalogue of Life.